# Éclipse solaire du 26 janvier 2009
L'éclipse solaire du 26 janvier 2009 fut la 7e éclipse annulaire du XXIe siècle.

## Visibilité

Trajectoire de l'éclipse sur la Terre.

La ligne de centralité débuta au centre de l'océan Atlantique Sud, passa entre l'Afrique du Sud et l'Antarctique, traversa l'océan Indien. La première terre touchée fut les Iles Cocos, suivis par le sud de Sumatra et l'ouest de Java. Elle continua en passant au centre de Bornéo, puis longeant le bord nord-ouest des Célèbes, et enfin finissant juste avant Mindanao.
L'éclipse a été visible sous la forme d'une éclipse partielle au sud du continent africain, sur une partie de l'Antarctique, dans l'Asie du Sud-Est et en fin de journée en Australie et en Papouasie-Nouvelle-Guinée.